# Золотовський Сергій Михайлович
Сергій Михайлович Золотовський (нар. 13 березня 1953, Капустин Яр, Астраханська область, РРФСР) — радянський та російський футболіст та тренер, виступав на позиції захисника та нападника. Після закінчення кар'єри футболіста став тренером. Один з лідерів «Уралана» за кількістю зіграних матчів і забитих м'ячів.

## Життєпис
Майже всю ігрову кар'єру виступав у другій лізі, переважно в елістинского «Уралані» і його дублі («Гілян», «Байсачир»). За «Уралан» зіграв 359 матчів і забив 82 (за іншими відомостями 86) м'ячів.
У 1980 році зіграв 6 матчів у Першій лізі за куйбишевських «Крилі Рад». У 1993 році працював тренером дубля «Уралана».
У 2009-2010 роках керував ростовською міні-футбольною командою «Тарпан».

## Статистика виступів
| Клуб                 | Сезон              | Чемпіонат | Чемпіонат |
| Клуб                 | Сезон              | Матчі     | Голи      |
| -------------------- | ------------------ | --------- | --------- |
| Машук                | 1975               | 12        | 2         |
| «Фрунзенець»         | 1977               | ?         | 2         |
| «Уралан»             | 1978               | ?         | 14        |
| «Уралан»             | 1979               | 48        | 7         |
| «Крила Рад» (Самара) | 1980               | 6         | 1         |
| «Уралан»             | 1980               | ?         | 7         |
| «Уралан»             | 1981               | 29        | 7         |
| «Уралан»             | 1982               | 31        | 6         |
| «Уралан»             | 1983               | 29        | 16        |
| «Уралан»             | 1984               | 30        | 9         |
| «Уралан»             | 1985               | 25        | 9         |
| «Уралан»             | 1986               | 31        | 7         |
| «Уралан»             | 1987               | 29        | 2         |
| «Уралан»             | 1988               | 37        | 2         |
| «Атоммаш»            | 1989               | 23        | 4         |
| «Байсачир» (Еліста)  | 1993               | 11        | 0         |
| Усього за «Уралан»   | Усього за «Уралан» | 359       | 86        |
| Усього за кар'єру    | Усього за кар'єру  | 400       | 95        |